# نورث امریکن ای-۵ ویجلانت
نورث امریکن ای-۵ ویجلانت (به انگلیسی: North American A-5 Vigilante) یک هواپیمای ساختِ کارخانهٔ نورث امریکن اوییشن در کشور ایالات متحده آمریکا است که در سال ۶۳–۱۹۵۶ ساخته شد. نخستین استفاده‌کنندهٔ این هواپیما نیروی دریایی ایالات متحده آمریکا بوده‌است. این هواپیما برای نخستین بار در ۳۱ اوت ۱۹۵۸ میلادی مورد استفاده قرار گرفت.